# Aniwa (Rosja)
Aniwa – miasto w Rosji, w obwodzie sachalińskim na Sachalinie. W 2010 roku liczyło 9115 mieszkańców.